# Форжайнш
Форжайнш (порт. Forjães; МФА: [fuɾ.ˈʒɐ̃jʃ]) — парафія в Португалії, у муніципалітеті Ешпозенде. Розташована в північно-західній частині країни, на теренах історичної португальської провінції Дору-Міню. Входить до складу округу Брага. За адміністративним поділом, чинним до 1976 року, терени парафії були складовою провінції Міню. Належить до Бразької архідіоцезії Католицької церкви. Патрон — свята Марина. Площа — 8,3047 км². Населення — 2767 ос. (2011). Середньо урбанізований регіон. Густота населення — 333,18 осіб/км²
. Код — 030608.

## Населення
| Кількість мешканців | Кількість мешканців | Кількість мешканців | Кількість мешканців | Кількість мешканців | Кількість мешканців | Кількість мешканців | Кількість мешканців | Кількість мешканців | Кількість мешканців | Кількість мешканців | Кількість мешканців | Кількість мешканців | Кількість мешканців | Кількість мешканців |
| ------------------- | ------------------- | ------------------- | ------------------- | ------------------- | ------------------- | ------------------- | ------------------- | ------------------- | ------------------- | ------------------- | ------------------- | ------------------- | ------------------- | ------------------- |
| 1864                | 1878                | 1890                | 1900                | 1911                | 1920                | 1930                | 1940                | 1950                | 1960                | 1970                | 1981                | 1991                | 2001                | 2011                |
| 1 118               | 1 240               | 1 199               | 1 313               | 1 515               | 1 595               | 1 979               | 1 847               | 1 954               | 2 230               | 2 177               | 2 243               | 2 497               | 2 577               | 2 767               |